# Lachlan Woods
Lachlan Woods és un actor australià.

## Carrera
El 2011 es va unir al ventall recurrent de la sèrie Winners & Losers, on va interpretar el paper de Chris Jones fins al 2012. Aquell mateix any va aparèixer en la pel·lícula Underbelly Files: The Man Who Got Away on va interpretar al detectiu de la policia Saville.
L'1 d'agost del 2012 va aparèixer com a convidat en la sèrie australiana Neighbours on va interpretar a Alex Delpy, un entrenador en pràctiques per parts que contracta Sonya Mitchell perquè la doni suport a ella i a Toadie Rebecchi per fer exercicis durant el seu embaràs. Lachlan va interpretar a Alex fins al 7 de desembre del mateix any.

## Filmografia

### Sèries de Televisió
| Any         | Sèrie                | Personatge  | Notes                     |
| ----------- | -------------------- | ----------- | ------------------------- |
| 2013        | Better Man           | troy Watson | episodi # 1.4 - minisèrie |
| 2012        | Neighbours           | Alex Delpy  | 4 episodis                |
| 2011 - 2012 | Winners &amp; Losers | Chris Jones | 6 episodis                |

### Pel·lícula
| Any  | Títol                                  | Personatge       | Notes                                                                                                  |
| ---- | -------------------------------------- | ---------------- | --- |
| 2014 | The Menkoff Method                     | David Cork       | Junt amb Noah Taylor, Robert Taylor, David Whiteley, Jane Allsop, Catherine McClements & Brett Cousins |
| 2011 | Underbelly Files: The Man Who Got Away | detectiu Saville | Junt amb Toby Schmitz, Clara van der Boom, Aaron Jeffery, Brendan Cowell, Josh Lawson & Toby Wallace   |
| 2011 | Harold Holt Is Dead                    | -                | curt - al costat d'Emily Thomas                                                                        |
| 2010 | sigui Legs                             | Raf              | curt - al costat de Paul Blenheim, Don Bridges & Kade Greenland                                        |
| 2009 | how Unfortunate                        | porter           | curt - al costat de Vincent Chan & Nicole Gulasekharam                                                 |

### Productor
| any  | Títol               | notes                     |
| ---- | ------------------- | ------------------------- |
| 2011 | Harold Holt Is Dead | curt - productor executiu |

### teatre
| any  | obra             | personatge  | Director (a)   | teatre                   | notes                                                                                 |
| ---- | ---------------- | ----------- | -------------- | ------------------------ | ------------------------------------------------------------------------------------- |
| 2011 | Hamlet           | Rosencrantz | Simon Phillips | Melbourne Theatre        | Al costat d'Eryn-Jean Norvill, Garry McDonald, Brian Vriends, Ewen Leslie i John Adam |
| 2010 | Richard III      | -           | Simon Phillips | Melbourne Theatre        | Junt ambRoger Oakley, Nicholas Bell, Deidre Rubenstein, Meredith Penman & Ewen Leslie |
| 2009 | invisible Stains | rus         | Tanya Gerstle  | Performing Arts Building | -                                                                                     |